# Gunvor Raffinerie Ingolstadt
Die Gunvor Raffinerie Ingolstadt GmbH ist eine Erdölraffinerie in Deutschland, Oberbayern. Der Standort befindet sich nahe des Dorfes Desching auf den Gemeindegebieten von Kösching und Ingolstadt. Das Unternehmen gehört zur Gunvor Group mit Sitz in Genf, Schweiz. Insgesamt werden etwa 400 Mitarbeiter sowie etwa 100 Personen externer Partnerfirmen beschäftigt. Das Unternehmen ist Teil der kritischen Infrastruktur in Deutschland und unterliegt daher der KRITIS-Verordnung.

## Tätigkeiten
Das Unternehmen veredelt Rohöl zu verschiedenen, hochwertigen Mineralölprodukten und versorgt außerdem die Stadt Ingolstadt mit Fernwärme. Die Produkte werden über die eigene Tank- und Kesselwagen-Beladestationen der Raffinerie ausgeliefert. Das Unternehmen vertreibt ihre Produkte hauptsächlich im Raum Bayern, Schweiz und Österreich. Der Vertrieb erfolgt ausschließlich über die Gunvor Deutschland GmbH, die ebenfalls zur Gunvor Group gehört. Die Gunvor Deutschland GmbH hat Standorte in Ingolstadt, Donauwörth, Nürnberg, Regensburg, Bergkirchen bei München inklusive Starnberg und Wolfratshausen. Darüber hinaus betreibt das Unternehmen noch ein Tanklager in Passau.
Die Versorgung der Raffinerie mit Rohöl erfolgt durch die Transalpine Ölleitung vom Ölhafen Triest, wo Rohöle aus aller Welt angeliefert werden können.

## Produkte
Die Raffinerie stellt folgende Produkte her:
- Ottokraftstoffe wie E0, E5, E10
- Diesel
- Propan
- Butan
- Propylen (Chemiegrundstoff)
- Flugkraftstoffe
- Heizöle (Leicht und Schwer),
- Schwefel

## Geschichte

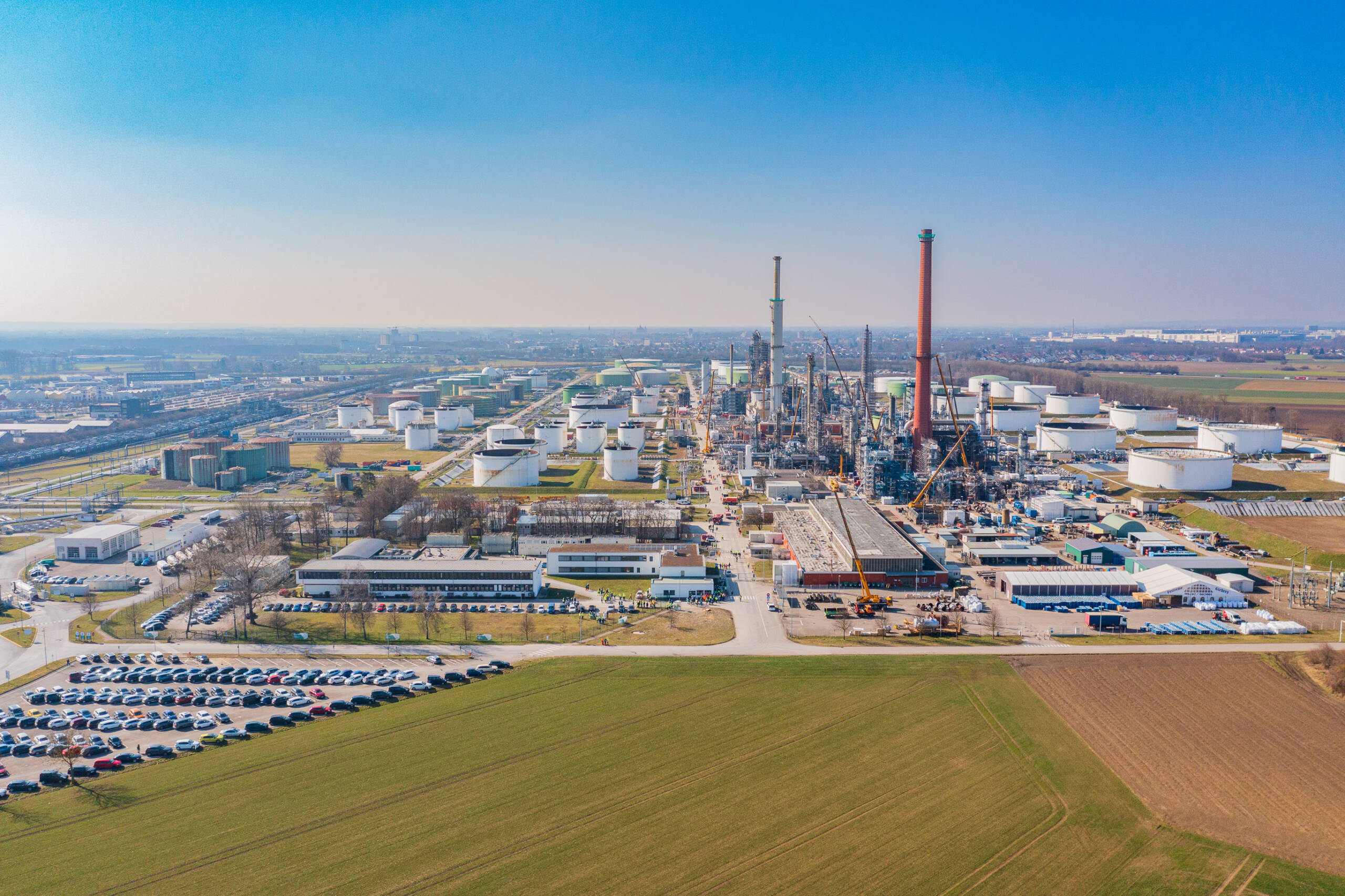
Luftaufnahme Gunvor Raffinerie von Ost nach West

Im Dezember 1963 ging die Raffinerie als damals von der Esso AG – heute ExxonMobil – erbaute, größte bayerische Raffinerie auf dem 128 Hektar großen Areal in Betrieb.
In 2006 wurde die Raffinerie durch die Petroplus Holdings AG erworben und ging im April 2007 unter dem neuen Eigentümer in Betrieb. Im September 2009 wurden mit den Stadtwerken Ingolstadt Verträge über die Lieferung von Abwärme geschlossen.
Im Mai 2012 erwarb die Gunvor Group die Raffinerie von der insolventen Petroplus inkl. deren deutsche Marketingeinheiten. Im August 2012 hatte die Gunvor Group mit Wirkung zum 24. August 2012 den Betrieb der Raffinerie als Gunvor Raffinerie Ingolstadt GmbH wieder aufgenommen. Aus den zusätzlich erworbenen Marketingeinheiten wurde die heute eigenständig agierende Gunvor Deutschland GmbH gegründet.

## Trivia
- Das Wappen des Landkreis Eichstätt zeigt heraldisch links eine Raffineriefackel. Diese zeigt die Bedeutung der petrochemischen Industrie im südlichen Landkreis auf. Neben der Gunvor-Raffinerie gehörte dazu auch die ehemalige Shell-Raffinierie in Großmehring.

- Die Raffinerie ist Teil des vom bayerischen Wirtschaftsministers Otto Schedl initiierten Aufbaus des Petrochemiestandorts Ingolstadt. Neben der Gunvor-Raffiniere besteht dieser auch aus den Bayernoil-Raffinierien in Vohburg und Neustadt an der Donau. Dazu gehörten auch die mittlerweile stillgelegten Raffinerien ERIAG (Erdölraffinerie Ingolstadt AG) in Ingolstadt (heute Gewerbegebiet ERIAG und Audi-Sportpark) und Shell in Großmehring (heute Interpark).